# Lia Kali
Julia Isern, más conocida como Lia Kali, es una cantante y compositora española nacida el 25 de julio de 1997 en Barcelona.

## Biografía

#### Inicios en la música
Lia Kali creció en un entorno artístico que alimentó su pasión por la música desde una edad temprana. Proveniente de una familia artística, su padre es baterista y su madre escritora, lo que fomentó su creatividad desde temprana edad. Su música combina géneros como el soul, el reggae y el rap.
A los 16 años, comenzó a recorrer las jams de la Ciudad Condal en bicicleta, relacionándose con músicos de la escena barcelonesa y explorando géneros como reggae, jazz, soul y rap. Su capacidad vocal y su carisma la llevaron a participar en proyectos como el tributo a Amy Winehouse, llamado The Amy's Soul, consolidando su presencia en los escenarios.
En 2017 se presentó a los castines del talent show Operación Triunfo, llegando a la fase final de los mismos.
En 2021, participó en el programa de televisión La Voz, donde su talento llamó la atención de una audiencia más amplia, lo que le permitió ganar notoriedad en la industria musical.

#### Primer álbum y popularidad
En 2023, lanzó su álbum debut Contra todo pronóstico, un trabajo donde aborda experiencias personales y emocionales con letras sinceras y profundas. En este disco, colaboró con productores como Toni Anzis y Acción Sánchez y artistas como Nanpa Básico o SFDK, y exploró temas como la superación, la salud mental y el empoderamiento personal.
Ha trabajado con destacados artistas de la escena musical española, incluyendo a Rels B, SFDK y el argentino Duki, con quien colaboró en una canción que fusionó estilos y expandió su alcance internacional.
Además, ha sido invitada a programas de televisión como El hormiguero (Antena 3), o La revuelta (TVE), donde mostró su carisma y habló sobre su trayectoria, consolidándose como una figura destacada tanto dentro como fuera del ámbito musical.
En 2024 tuvo presencia en festivales de renombre como Cruïlla y Primavera Sound consolidó su trayectoria como una de las artistas más prometedoras de su generación.
Ha compartido abiertamente y públicamente sus desafíos personales, como su ingreso en un centro psiquiátrico o intentos de suicidio, experiencias que han influido profundamente en su música y han fortalecido su conexión con el público.
El 21 de marzo de 2025 lanza su segundo álbum de estudio titulado Kaelis, con el que se embarca en una gira por varias ciudades de España, en escenarios tan emblemáticos como el Wizink Center de Madrid.

## Discografía
- Contra todo pronóstico (2023)
- Kaelis (2025)